# Mastopoma scabrifolium
Mastopoma scabrifolium är en bladmossart som beskrevs av Benito C. Tan och Ninh 1998. Mastopoma scabrifolium ingår i släktet Mastopoma och familjen Sematophyllaceae. Inga underarter finns listade i Catalogue of Life.